# (8396) 1993 UR2
1993 يو أر 2 (ويعرف أيضًا باسم (8396) 1993 يو أر 2 وفق تسمية الكوكب الصغير) (بالإنجليزية: 1993 UR2)‏ هو كويكب ضمن حزام الكويكبات؛ وترتيبه 8396 من حيث الاكتشاف.
اكتُشف هذا الجُرم الفلكي بواسطة اليانور إف. هيلين في 19 أكتوبر 1993.

## وصلات خارجية
- (8396) 1993 UR2 في قاعدة بيانات مختبر الدفع النفاث لأجرام النظام الشمسي الصغيرة

- الاكتشاف · مخطط المدار ·  العناصر المدارية · المعلمات المادية

- (8396) 1993 UR2 على موقع ويكي سكاي: DSS2, SDSS, GALEX, IRAS, Hydrogen α, X-Ray, Astrophoto, Sky Map, Articles and images